# Ernesto Corbella Albiñana
Llicenciat en dret i advocat. Va ser paer en cap de Lleida des de 1976 fins 1979, conseller local del Moviment Nacional i procurador de les Corts Espanyoles 
 de la dictadura franquista. A les eleccions generals espanyoles de 1977 va ser candidat per la Unió de Centre Democràtic al Senat d'Espanya, però no va ser escollit. Posteriorment, va ingressar a Unió Democràtica de Catalunya i va ser elegit diputat a les eleccions al Parlament de Catalunya de 1984 per Convergència i Unió.